# Hohenbergiopsis guatemalensis
Hohenbergiopsis es un género monotípico de plantas de la familia Bromeliaceae. Su única especie, Hohenbergiopsis guatemalensis  (L.B.Sm.) L.B.Sm. & Read, Phytologia 33: 440 (1976) es originaria de México en Oaxaca y Chiapas y Guatemala.

## Descripción
Son plantas que alcanzan un tamaño de 50-70 cm en flor. Hojas 70-137 cm; vainas pardo lepidotas; láminas de 5-9 cm de ancho, glabras a esparcidamente lepidotas, liguladas, agudas a acuminadas. Escapo de 30-42 cm; con brácteas erectas, imbricadas. Inflorescencia 1-2-pinnado compuesta o raramente decompuesta; brácteas primarias más largas que las espigas inferiores; espigas (1-)2-4 cm, patentes, multifloras. Brácteas florales 1.4-1.8 x 0.9-1.2 cm, mucho más largas que los sépalos en la antesis, densamente imbricadas, erectas, ecarinadas o inconspicuamente carinadas, nervadas, tópicamente flocosas, coriáceas a subcoriáceas. Flores sésiles o con pedicelos hasta 4 mm; sépalos (0.6-)0.7-1.3 cm, tópicamente flocosos, ovados a anchamente triangulares, ecarinados a carinados, libres, coriáceos. Bayas de 1 cm.

## Taxonomía
Hohenbergiopsis guatemalensis fue descrita por Ruiz & Pav. y publicado en Phytologia 33: 440. 1976.
Etimología
Hohenbergiopsis: nombre genérico compuesto por el género Hohenbergia y del sufijo griego  “opsis” (semejante)) por su parecido con el género Hohenbergia, el cual fue nombrado en honor de  Hohenberg, un príncipe de Wurtemberg (ahora parte de Alemania) y patrón de botánicos.
guatemalensis: epíteto geográfico que alude a su localización en Guatemala.
Sinonimia
- Hohenbergia guatemalensis L.B.Sm., Lilloa 6: 382 (1941).[1]